# Alex Fernández
Pour les articles homonymes, voir Fernandez.
Alex Fernandez, né le 22 janvier 1970 à Medellín (Colombie), est un footballeur colombien, qui évoluait au poste de défenseur à l'Independiente Medellín, au Deportes Tolima, au Deportivo Cali, à Millonarios, au Deportes Quindío, à Cortuluá et à Boyacá Chicó ainsi qu'en équipe de Colombie.
Fernandez ne marque aucun but lors de ses six sélections avec l'équipe de Colombie entre 1995 et 2001. Il participe à la Copa América en 1995 avec l'équipe de Colombie.

## Carrière de joueur

### Clubs
- 1990-1992 : Independiente Medellín
- 1993 : Deportes Tolima
- 1994-1996 : Independiente Medellín
- 1996-1997 : Deportivo Cali
- 1998-1999 : Independiente Medellín
- 1999-2001 : Millonarios
- 2002 : Deportes Quindío
- 2003 : Cortuluá
- 2004 : Boyacá Chicó

### Palmarès

#### En équipe nationale
- 6 sélections et 0 but avec l'équipe de Colombie entre 1995 et 2001

#### Avec Millonarios
- Vainqueur de la Copa Merconorte en 2001